# Анбар-Сар (Астане-Ашрафіє)
Анбар-Сар (перс. انبارسر) — село в Ірані, у дегестані Дехґах, у бахші Кіяшахр, шагрестані Астане-Ашрафіє остану Ґілян. За даними перепису 2006 року, його населення становило 938 осіб, що проживали у складі 291 сім'ї.

## Клімат
Середня річна температура становить 14,64 °C, середня максимальна – 28,27 °C, а середня мінімальна – 0,20 °C. Середня річна кількість опадів – 1142 мм.
| Клімат поселення                              | Клімат поселення | Клімат поселення | Клімат поселення | Клімат поселення | Клімат поселення | Клімат поселення | Клімат поселення | Клімат поселення | Клімат поселення | Клімат поселення | Клімат поселення | Клімат поселення | Клімат поселення |
| Показник                                      | Січ.             | Лют.             | Бер.             | Квіт.            | Трав.            | Черв.            | Лип.             | Серп.            | Вер.             | Жовт.            | Лист.            | Груд.            |                  |
| Середній максимум, °C                         | 8,92             | 9,76             | 12,05            | 17,33            | 21,71            | 25,62            | 28,27            | 28,02            | 25,28            | 20,75            | 15,85            | 11,80            |                  |
| Середня температура, °C                       | 4,57             | 5,40             | 7,70             | 12,98            | 17,30            | 21,27            | 24,36            | 24,11            | 21,35            | 16,82            | 11,94            | 7,87             |                  |
| Середній мінімум, °C                          | 0,20             | 1,05             | 3,35             | 8,63             | 12,96            | 16,90            | 20,45            | 20,18            | 17,42            | 12,91            | 8,03             | 3,94             |                  |
| Норма опадів, мм                              | 107              | 89               | 83               | 41               | 42               | 31               | 31               | 61               | 135              | 215              | 175              | 132              |                  |
| Середньомісячна швидкість вітру, м/с          | 2.40             | 2.52             | 2.50             | 2.51             | 2.60             | 2.70             | 2.67             | 2.40             | 2.28             | 2.12             | 2.10             | 2.26             |                  |
| Середньомісячна сонячна радіація, кДж/м²·день | 6933             | 9046             | 10979            | 15522            | 19966            | 22060            | 22519            | 19005            | 15420            | 10773            | 8543             | 6626             |                  |
| --------------------------------------------- | ---------------- | ---------------- | ---------------- | ---------------- | ---------------- | ---------------- | ---------------- | ---------------- | ---------------- | ---------------- | ---------------- | ---------------- | ---------------- |
| Джерело:                                      |                  |                  |                  |                  |                  |                  |                  |                  |                  |                  |                  |                  |                  |